# Діти в країні іграшок (фільм, 1934)
«Діти в країні іграшок» (англ. Babes in Toyland) — американська сімейна кінокомедія, мюзикл режисера Гаса Майнса 1934 року.

## Сюжет
Ласкаво просимо в казкову Країну іграшок, де крім трьох поросят й ученого кота проживають Стені Дам і Оллі Ді — помічники Майстра іграшок, Наші безглузді герої всіма способами намагаються перешкодити несправедливою весіллі міського поганця Барнабі із крихіткою Бо-Піп.

## У ролях
- Вірджинія Карнс — мати Гуся
- Шарлотта Генрі — Бо-Піп
- Фелікс Найт — Том-Том
- Флоренс Робертс — вдова Піп
- Генрі Брендон — Барнабі
- Стен Лорел — Стені Дам
- Олівер Гарді — Оллі Ді
- Ерні Александр — городянин
- Річард Александр — охорона короля
- Френк Остін — суддя
- Еліс Лейк — горожанка